# Laagveen
| Indeling van veenvegetaties naar klimaat en bodem | Indeling van veenvegetaties naar klimaat en bodem | Indeling van veenvegetaties naar klimaat en bodem | Indeling van veenvegetaties naar klimaat en bodem | Indeling van veenvegetaties naar klimaat en bodem |
| Hoofdgroepen:                                     | \| H o o g v e e n \| ↔ \| L a a g v e e n \|     | \| H o o g v e e n \| ↔ \| L a a g v e e n \|     | \| H o o g v e e n \| ↔ \| L a a g v e e n \|     | \| H o o g v e e n \| ↔ \| L a a g v e e n \|     |
| ------------------------------------------------- | ------------------------------------------------- | ------------------------------------------------- | ------------------------------------------------- | ------------------------------------------------- |
| Veentypen:                                        | Klimatische venen                                 | Klimatisch- topografische venen                   | Klimatisch- topografische venen                   | Topografische venen                               |
| Veentypen:                                        | Ombrogene venen                                   | Soligene venen                                    | Soligene venen                                    | Topogene venen                                    |
| Klimaat                                           | oceanisch, zeer nat                               | oceanisch, zeer nat                               | continentaal, droog                               | continentaal, droog                               |
| Vocht- voorziening                                | geheel afhankelijk van de regenval                | voldoende neerslag                                | voldoende neerslag                                | voldoende neerslag                                |
| Nutriënten                                        | grotendeels afhankelijk van de regenval           | beperkt nutriënten                                | beperkt nutriënten                                | voldoende nutriënten                              |
| Milieu                                            | oligotroof                                        | mesotroof                                         | mesotroof                                         | eutroof                                           |
| H o o g v e e n                                   | ↔                                                 | L a a g v e e n                                   |                                                   |                                                   |

Laagveen is een soort veen en in Nederland een van de belangrijkste typen drasland. Andere soorten zijn het moeras, broekbos en hoogveen. Laagveen ontwikkelt zich beneden, ofwel lager dan het freatisch vlak (grondwaterspiegel). 

## Voeding
Laagveen wordt meestal gevoed door mineraalrijk (minerotroof) oppervlaktewater of grondwater. Het wordt gekenmerkt door pH-neutraal of basisch water, met een relatief hoog niveau aan opgeloste mineralen, maar met weinig andere plantenvoedingsstoffen. Laagveen, wat voornamelijk is opgebouwd uit riet en verscheidene zeggesoorten, onderscheidt zich daarin van hoogveen. Dat wordt gevoed door zuur, mineraalarm (oligotroof) regenwater en meestal gedomineerd door meerdere soorten veenmossen, zegges en dwergstruiken.

## Flora
Dominante laagveenvormende plantengemeenschappen zijn vaak moerasplantengemeenschappen van de klasse van kleine zeggen (Parvocaricetea) en de riet-klasse (Phragmitetea) met grassen en zegges, en bevat vaak mossen als Scorpidium en Drepanocladus. Laagveen heeft vaak een grote diversiteit aan plantensoorten, waaronder vleesetende planten zoals vetblad. De plantensoorten die er voorkomen, zijn soms goede indicatoren voor de milieu-omstandigheden.
De verspreiding van de verschillende soorten laagveenplanten is vaak nauw verbonden met waterhuishouding en nutriëntenconcentraties. Zij kunnen ook voorkomen langs grote meren en rivieren, waar seizoensgebonden veranderingen in waterstand natte gronden met weinig houtige planten veroorzaken.

## Gebruik

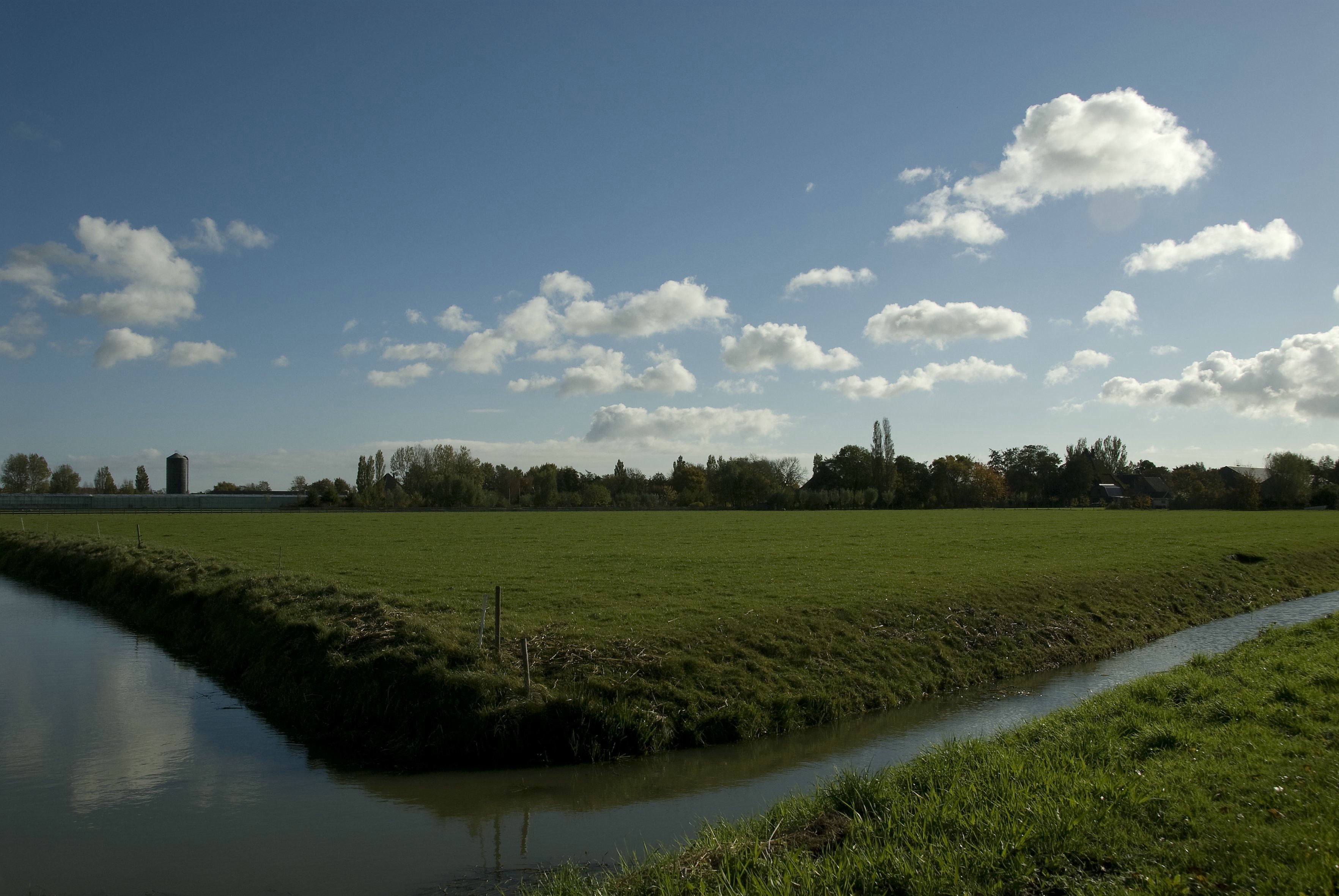
Veenweidegebied van in cultuur gebracht laagveen

In het verleden zijn grote delen van het laagveen ten behoeve van de turfwinning drooggelegd en afgegraven. Op andere plaatsen heeft klink plaatsgevonden door het verlagen van het grondwaterpeil ten behoeve van landbouw. Laagveen kan dan door veenoxidatie in bepaalde omstandigheden geheel verdwijnen. Sommige venen worden in het kader van natuurherstel beheerd. De belangrijkste uitdagingen zijn dan om de natuurlijke waterstroom te herstellen, de kwaliteit van het water te waarborgen en een invasie van houtige gewassen te voorkomen.